# Wilfried Horn
Wilfried Horn (* 2. November 1938 in Hagen) ist ein ehemaliger deutscher Politiker der CDU.
Geboren als dritter Sohn eines Hufschmieds aus Letmathe absolvierte Horn eine Ausbildung zum Maschinenschlosser. Von 1957 bis 1999 war er bei einem Letmather Familienunternehmen aus der Metallverarbeitungsbranche beschäftigt und gehörte dort zeitweilig auch dem Betriebsrat an.
Seit 1969 ist Horn Mitglied der CDU. Im selben Jahr wurde er in den Rat der damals noch selbständigen Stadt Hohenlimburg gewählt. Nach der Eingemeindung Hohenlimburgs 1975 war er Mitglied des Rats der kreisfreien Stadt Hagen. Von 1994 bis 1999 war Horn außerdem einer der Bürgermeister (ehrenamtlicher Stellvertreter des Oberbürgermeisters) von Hagen. 1999 wurde er zum hauptamtlichen Oberbürgermeister (Wahlbeamter) gewählt. Dieses Amt übte er bis 2004 aus. Er war der erste direkt gewählte Oberbürgermeister der Stadt Hagen und schlug in der Direktwahl den Favoriten und Amtsinhaber Dietmar Thieser (SPD). Seit 1946 hatte die SPD immer die Oberbürgermeister der Stadt gestellt. Wilfried Horn kandidierte nicht für eine zweite Amtszeit.
Wilfried Horn ist verheiratet und hat zwei Töchter.